# Natrijev nitrat
Natrijev nitrat (NaNO3) važan je nitrat, koji se javlja u prirodi. Najveća nalazišta su u Čileu, pa se zato naziva i čileanska salitra. Manjih nalazišta ima u Egiptu, Maloj Aziji, Kolumbiji i Kaliforniji, ali od tehničkog značaja samo su nalazišta u Čileu.

## Dobivanje
Sirova čileanska salitra većinom nije čista, nego se javlja s pijeskom i glinom, te raznim drugim solima (najčešće natrijev klorid). Uz prirodnu čileansku salitru, često se nalazi jod kao primjesa. Osim toga sadrži primjese natrij-, magnezij- i kalcij-sulfata i u malim količinama kalcijevog jodata, te je siva ili smeđa kamena masa. Iz ovog materijala dobiva se natrijev nitrat izluživanjem vrućom vodom. Pri tom se nastala otopina natrijeva nitrata filtrira, da se odvoji glineni mulj i zaostali neotopljeni natrijev klorid, a zatim se hladi pri čemu kristalizira. Dobiveni natrijev nitrat je 98%-tan. Matični lugovi sadrže natrijev jodat i služe za dobivanje joda. U Njemačkoj se natrijev nitrat dobiva pretežno iz sode s dušičnom kiselinom.
Na2CO3 + 2 HNO3 → 2 NaNO3 + H2O + CO2
i to tako da se nitrozni otpadni plinovi od oksidacije amonijaka apsorbiraju u otopinu sode. Pri tom nastala otopina nitrita i nitrata
Na2CO3 + 2 NO2 → NaNO2 + NaNO3 + CO2
zakiseli se dušičnom kiselinom i oksidira se u nitrat, koji se sodom neutralizira i upari u vakuumskim isparivačima.
Čileanska salitra se laboratorijski dobiva dodavanjem (otapanjem) natrijeva hidroksida (NaOH) ili sode bikarbone (NaHCO3) u dušičnoj kiselini (HNO3).

## Osobine
Natrijev nitrat kristalizira iz vodene otopine u obliku bezbojnih, kockastih romboedara (kubična salitra), koji imaju točku taljenja na 307 °C, a kod 380 °C počinju se degradirati. U vodi se lako otapa i topljivost mu jako raste s porastom temperature. Higroskopan je kristal, dobro je topljiv i u glicerolu, a slabije u etanolu.

Zagrijavanjem se raspada i smjesama daje intenzivnu žutu boju plamena (koja dominira nad većinom ostalih boja).

## Upotreba
Dezinformacije su da se upotrebljava kao umjetno gnojivo. Ne upotrebljava se kao umjetno gnojivo jer se tlo ne gnoji sa spojevima natrija, iako s nitratima je; kalijevim, kalcijevim i magnezijevim nitratom.
Upotrebljava se za proizvodnju dinamita, crnog baruta, stakla i emajla; druge su mu namjene za konzerviranje, za bistrenje otpadnih voda, kao oksidacijsko sredstvo, kao sredstvo za izmjenu topline, itd.